# Vernhòla
Vernhòla (en francès Verniolle) és un municipi francès situat al departament de l'Arieja i a la regió d'Occitània.